# Hymn Krajny
Hymn Krajny – polska pieśń hymniczna napisana i skomponowana w 1932 roku przez Pawła Jaśka. Stanowi regionalny hymn Krajny.

## Historia hymnu
Autorem pieśni jest urodzony w Zakrzewie polski działacz oświatowy i bibliotekarz Paweł Jasiek. Był on w okresie międzywojennym propagatorem szkolnictwa polskiego na terenie Warmii. W 1930 roku przybył do Olsztyna i otworzył Prywatną Katolicką Szkołę Powszechną w Purdzie. Tekst hymnu równolegle z melodią powstał 25 sierpnia 1932 roku w Olsztynie po powrocie autora z rodzinnego Zakrzewa.
W 1975 roku łodzianin, profesor Bernard Pietrzak opracował układ kompozycyjny na czteroosobowy chór mieszany. 
Współcześnie egzemplarz Hymnu Krajny ofiarowany przez autora tekstu znajduje się w Izbie Pamięci w Zakrzewie (zbiory Domu Polskiego w Zakrzewie). Od 2002 roku Hymn Krajny stał się jednocześnie szkolnym hymnem Szkoły Podstawowej im. Ziemi Krajeńskiej w Samsiecznie.

## Tekst hymnu[1]
1. W drogiej nad życie

Rodzinnej ziemi mej,

O rannym świcie 

Pieśń płynie z leśnych kniej.

Dębowy bór

Z bukami wtór,

Szumi hymn cichej chwały,

A rzewny śpiew, 

Miłości zew, 

Spływa na kraj nasz cały.
2. Krajno kochana, 

Co od zarania dni,

Rozmiłowana 

Dzieci swe żywisz ty.

Za pokarm twój, 

Za soków zdrój, 

Wyssany z głębi łona,

Za tchnienia czar,

Za rosy dar,

Bądź nam błogosławiona.
3. Ziemio ty miła, 

tak pełna złudnych słów,

Piastową byłaś, 

piastową będziesz znów.

Ni wichrów moc, 

W burzliwą noc, 

Ni grom, ni błyskawice

Nie złamią nas 

I po wszy czas 

Stać będziem, my dziedzice.